# Löbenichtsches Realgymnasium

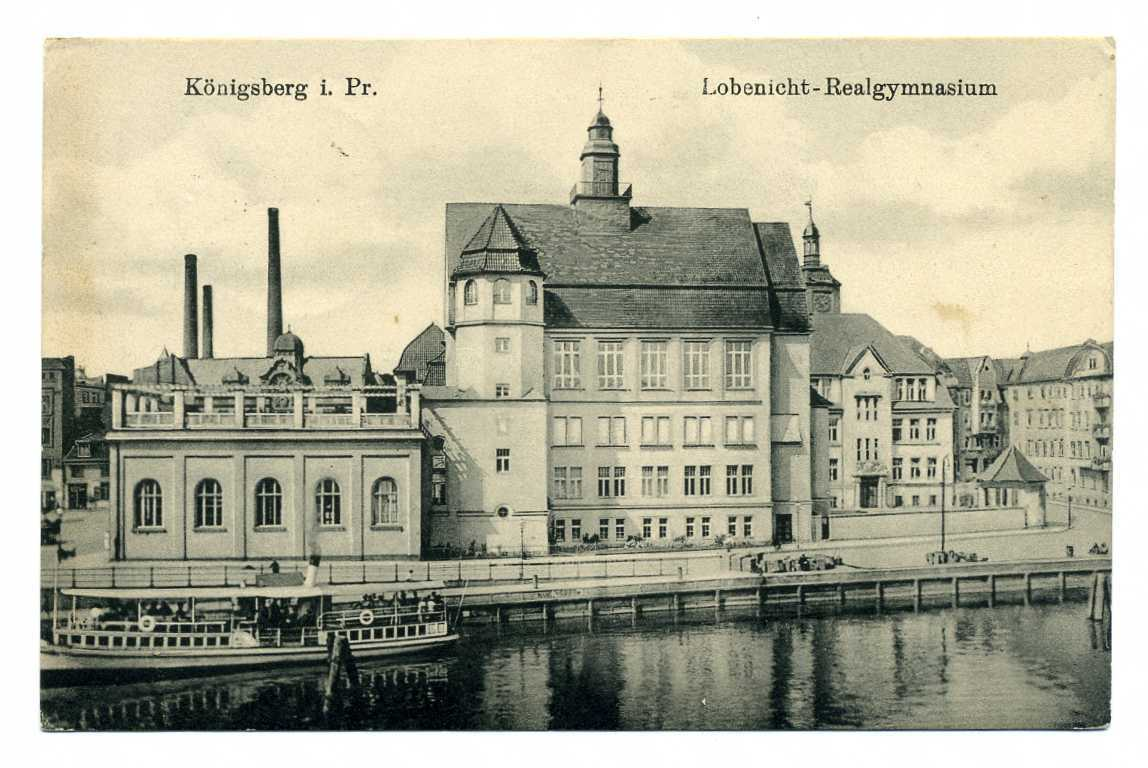
Löbenicht Gymnasium

Das Löbenichtsche Realgymnasium war ein Gymnasium im Königsberger Stadtteil Löbenicht. Nach dem Altstädtischen Gymnasium und dem Kneiphöfischen Gymnasium war es das drittälteste in Ostpreußens Provinzialhauptstadt.

## Geschichte
Die Schule wird 1441 als Löbenichsche Stadtpfarrschule urkundlich erwähnt. Seit 1525 auch Lateinschule, wurde das Institut 1581 stark vergrößert, bis es 1644 einen Neubau erhielt. Beim Brand von Löbenicht stürzte 1764 der brennende Kirchturm auf das Schulgebäude, worauf dieses ebenfalls in Flammen aufging und wiederum neu aufgebaut werden musste.
1811 wurde die zuvor in kirchlichem Eigentum befindliche Schule von der Stadt übernommen. 1855 bis 1859 erfolgte ein Neubau im Tudorstil als Städtische Realschule am Münchenhofplatz. Die Schule wurde 1865 Oberrealschule und 1882 Realgymnasium. 1895 wurde eine Turnhalle und 1911 bis 1914 ein großer Erweiterungsbau. Emil Doerstling, ein Lehrer der Schule, malte die Fresken der Aula.

### Direktoren
Otto Kehlert
- 1928–1945: Arno Hundertmark (1880–1949), Religion, Deutsch und Hebräisch[2]

### Lehrer
- Laurentius Ribovius (1601–1644), Musikpädagoge, Dichter geistlicher Lieder und Sachbuchautor
- Abraham Hartwich (1663–1720), Theologe, Konrektor
- Friedrich David Michaelis (1813–1892), Englisch und Französisch
- Julius Siemering (1837–1908), Zeichenlehrer
- Friedrich Krosta (1839–1914), Philologe
- Johannes Gerschmann (1858–1928), Englisch und Französisch
- Emil Doerstling (1859–1940), Kunst
- Walter Franz (1893–1958), Deutsch und neue Sprachen

### Schüler
- Johann Funk (1792–1867), Pastor an St. Marien zu Lübeck
- Rudolf Siemering (1835–1905), Bildhauer
- Emil Wiechert  (1861–1928), Geophysiker
- Friedrich Lahrs (1880–1964), Architekt und Kunsthistoriker
- Herbert Ebel (1885–1963), Verwaltungsjurist und Bergrechtler
- Hans Damrau (1902–1952), Oberbürgermeister von Iserlohn, Nationalsozialist
- Gerhard Lemmel (1902–1987), Internist und Hochschullehrer

## Bilder

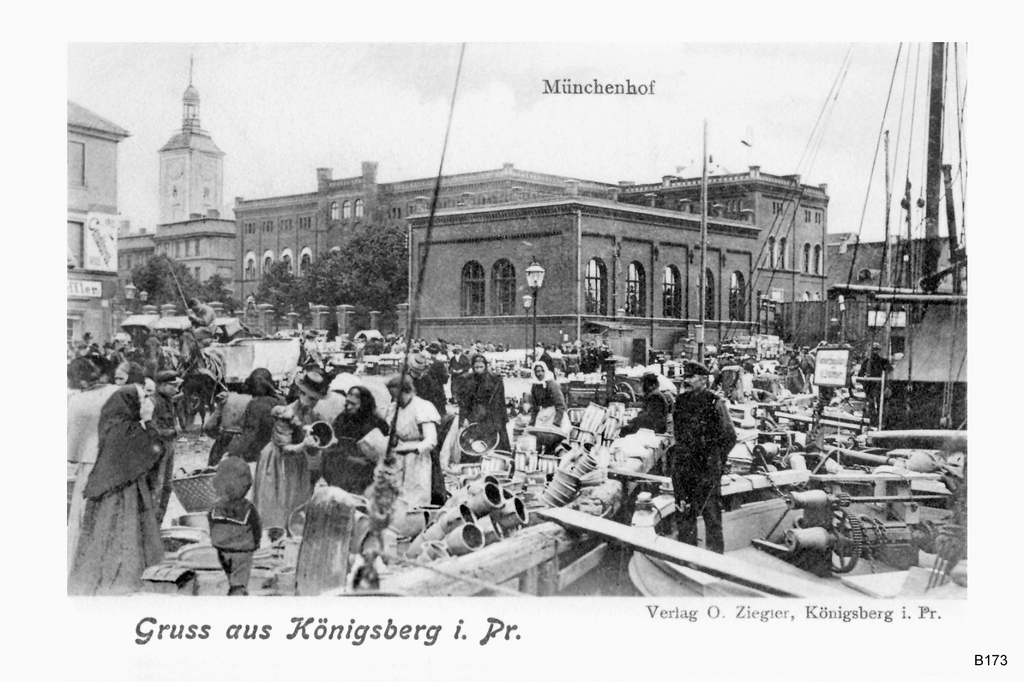
Löbenicht: Oberer Fischmarkt und Realgymnasium mit Turnhalle (1905)
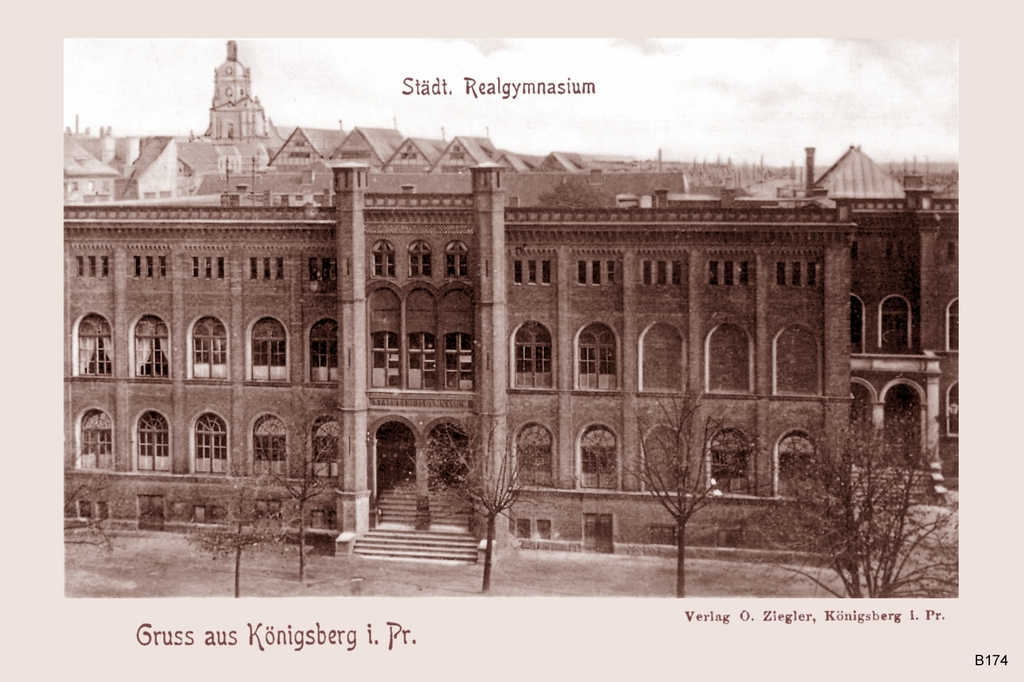
Im Hintergrund die Propsteikirche
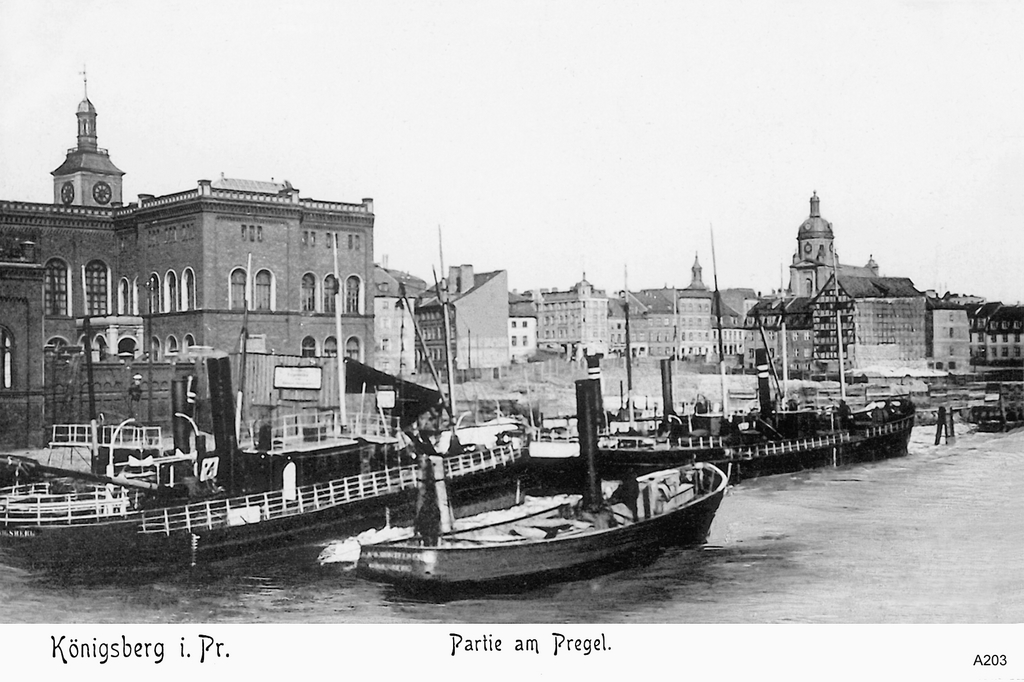
Rückseite am Pregel, Löbenichtsche Kirche und Propsteikirche